# Ygor Maciel Santiago
Ygor Maciel Santiago, mais conhecido como Ygor (Santana do Livramento, 1 de junho de 1984) é um ex-futebolista brasileiro que atuava como volante.

## Carreira
Em 2003, foi revelado pelo Vasco da Gama e permaneceu no clube até 2007. No mesmo ano se transferiu para a IK Start, da Noruega. Em 2008, se transferiu para o Fluminense. Em 2009, se transferiu pela Portuguesa, mas em 2010 foi anunciado como novo reforço do Figueirense, mantendo uma grande regularidade até 2012, quando se transferiu para o Internacional.

### Internacional
Em 29 de junho de 2012, Igor realizou o seu sonho de criança: ser jogador do Internacional, clube para qual ele e toda a sua família torcem. O volante chega para ocupar a vaga do então titular Sandro Silva, que não teve o seu contrato renovado. Depois de ser elogiado pelo ex-técnico Fernandão, tendo sido, inclusive, o único atleta do elenco citado por este em sua entrevista de despedida do cargo, Ygor quer deixar a fama de "queridinho" em 2013 para trás e, depois que se recuperar de contusão, tentar se tornar titular no clube.

### Goiás
Em 6 de fevereiro de 2015, assinou contrato de empréstimo com o Goiás até o fim do ano, quando expira seu vínculo com o Inter.

### Náutico
Em março de 2016, Ygor foi contrato pelo Náutico até o final do ano.

## Títulos
Vasco da Gama
- Campeonato Carioca: 2003

Fluminense
- Copa do Brasil: 2007

Internacional
- Campeonato Gaúcho: 2013, 2014

Goiás
- Campeonato Goiano: 2015

### Prêmios individuais
- Seleção do Campeonato Catarinense: 2012